# Márkaszék község
Márkaszék község (románul: Comuna Marca) község Szilágy megyében, Romániában. Központja Márkaszék, beosztott falvai Bulyovszkytelep, Lecsmér, Porc, Somály.

## Népessége
A 2011-es népszámlálás adatai alapján a község népessége 2542 fő volt.